# Richard Newcourt (cartographe)
Pour les articles homonymes, voir Newcourt.
Richard Newcourt, mort en 1679, est un topographe et cartographe anglais.

## Biographie

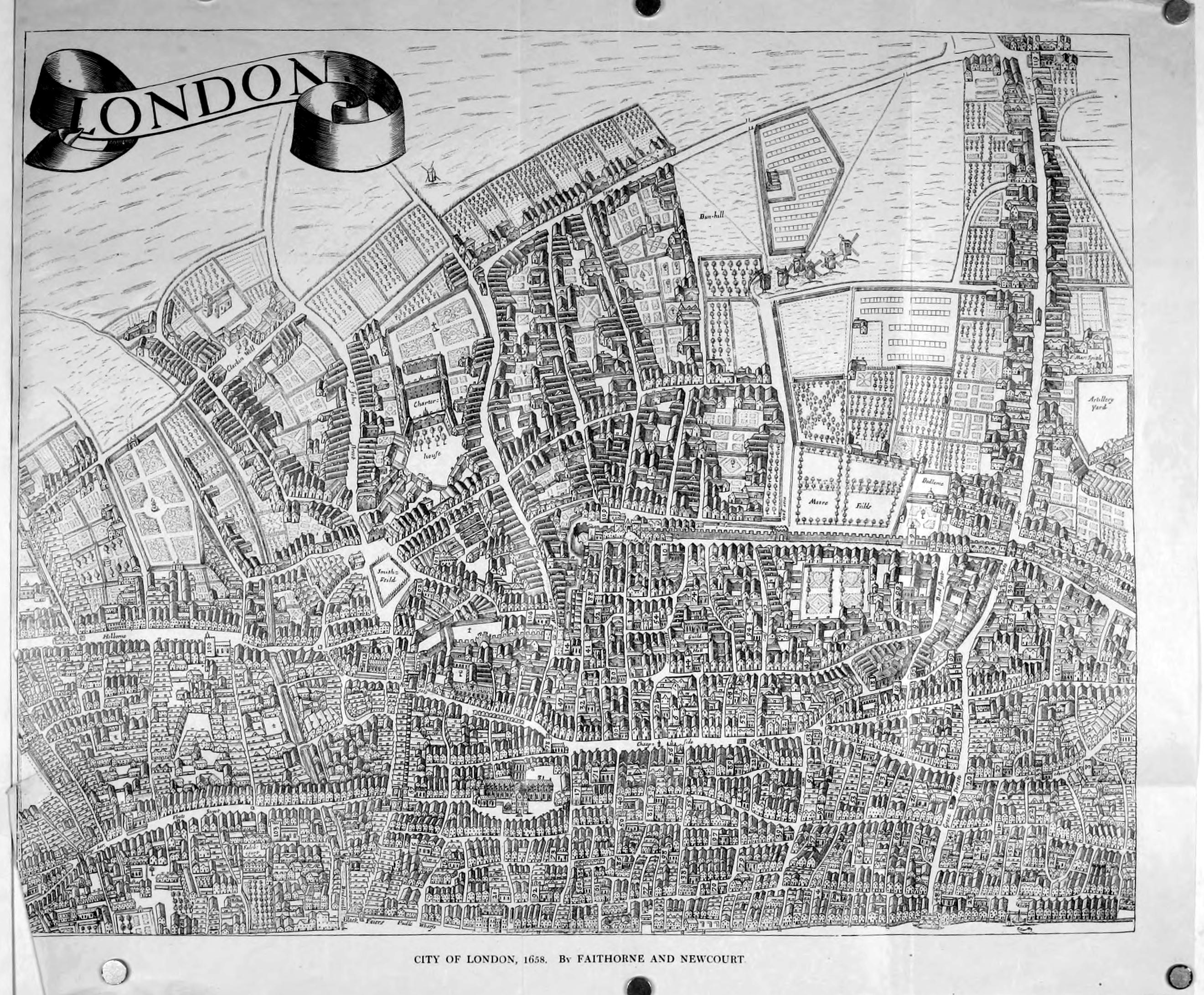
Plan de Londres de Richard Newcourt, gravé par William Faithorne

Il est le deuxième fils de Philip Newcourt et de son épouse Mary (née Tucker). Il est baptisé à Washfield, près de Tiverton.
Ami de William Dugdale, il dessine quelques vues de maisons religieuses, qui sont gravées pour le Monasticon Anglicanum de Dugdale. Il dessine plus tard une carte de Londres qui va devenir la plus importante de la ville exécutée avant le Grand incendie. Elle est gravée par William Faithorne et publié en 1658 sous le titre An Exact Delineation of the Cities of London and Westminster and the Suburbs thereof, Together with ye Burrough of Southwark And all ye Thorough-fares Highwaies Streetes Lanes and Common Allies wthin ye same Composed by a Scale, and Ichnographically described by Richard Newcourt of Somerton in the Countie of Somersett Gentleman. La carte est de grand format, imprimée sur quatre feuilles et mesurant plus de cinq pieds de large. Bien que dessiné comme une « carte visuelle », elle offre peu d'informations sur les bâtiments individuels, les représentations étant largement conventionnelles. Un seul exemplaire est d'abord connu, conservé à la Bibliothèque Nationale de Paris, mais au cours des années 1850, un deuxième exemplaire est découvert et un fac-similé publié.
Après le Grand incendie, Newcourt élabore un plan pour la reconstruction de la Cité de Londres. Il propose de disposer la ville selon un système de grille, qui la diviserait en 64 portions égales. Quatre divisions adjacentes auraient été laissées ouvertes pour former une grande place centrale, entourée de maisons sur le modèle de celles de la Piazza de Covent Garden, et quatre autres auraient également fourni des espaces ouverts, l'une d'elles contenant la cathédrale Saint-Paul reconstruite. Chacune des 55 autres zones aurait formé une seule paroisse, avec une église et un cimetière en son centre. Un quai de 60 mètres de large aurait longé la rivière, bordé par une rangée ininterrompue de bâtiments élevés sur des arches. Newcourt a également produit une variante du plan, selon laquelle la ville aurait été divisée en 39 paroisses seulement. Le texte intégral de son manuscrit a été publié dans le premier volume du London de David Hughson (en) en 1805.
Newcourt meurt en 1679 et est enterré avec sa femme à Somerton. Dans son testament, daté du 25 mars 1675 et prouvé le 4 juillet 1679, il mentionne son fils aîné, également nommé Richard Newcourt, son deuxième fils, Gérard, qui lui succéde à Somerton ; et sa fille, Mary, épouse de Thomas Spicer de Somerton.